# عقدة الخواجة
عقدة الخواجة هو مصطلح ظهر ليعبر عن حالة نفسية عامة لشعوب المنطقة العربية. مصطلح مكون من كلمتين الأولى (عقدة) تعني مشكلة نفسية ما - في الصياغ النفسي - و (الخواجة) تعني الشخص الأجنبي من خارج البلاد، خصوصاً خارج المنطقة العربية، ويقصد به غالباً الإنسان الأوروبي أو الأمريكي.
تعبر هذه الحالة في نفوس أصحابها عن حبهم لكل ما هو غربي ورفضهم لكل ما عربي. هنا كلمة حب تعني الإعجاب والاعتقاد والقناعة وتصديق واعتماد كل ما هو غربي، واستبدال العربي بالغربي. وفي المقابل تقليل كل ما هو عربي وعدم الاعتقاد به أو تصديقه أو اعتماده في حال وجود بديل غربي له.
أثرت هذه العقدة في الثقافة العامة للعرب، من حيث مأكولاتهم وملابسهم بل وحتى أكثر الأشياء خصوصية بالفرد، فمثلاً حتى طريقة الكلام والمشي وطريقة ارتداء الملابس وطريقة الإيماءات كلها مُقلدة قدر الإمكان من الإنسان الغربي.

## في الثقافة
ترتبط العقدة بشعور المرء بأن ثقافته أقل شأناً من ثقافة الآخر. أو قد ترتبط بمنطقة محددة، حيث اعتقد الرومان أن اليونانيين كانوا أفضل منهم في الموسيقى والفن والفلسفة، ولكنهم لم يكونوا أفضل في الشؤون العسكرية.

## وصلات خارجية
- «كتابات في المجتمع والاقتصاد- مصر»، ص 174 ، علي أحمد نجيب